# بوكيمون بوزل شالينج
بوكيمون بوزل شالينج (بالإنجليزية: Pokémon Puzzle Challenge)‏ (باليابانية: ポケモンでパネポン) (نطق ياباني:Pokemon de Panepon)، هي لعبة فيديو محمولة من تطوير ستوديو إنتيليجنت سيستمز، ومن نشر نينتندو سنة 2000، حيث يعمل لمنصة جيم بوي كولر المحمولة، حيث تعتمد اللعبة على وضع لون المربع المناسب في المكان المناسب، وهي شبيهة للعبة تترس.

## المواقع الخارجية
- Official Nintendo Japan Pokémon Puzzle Challenge site